# Aart Broek

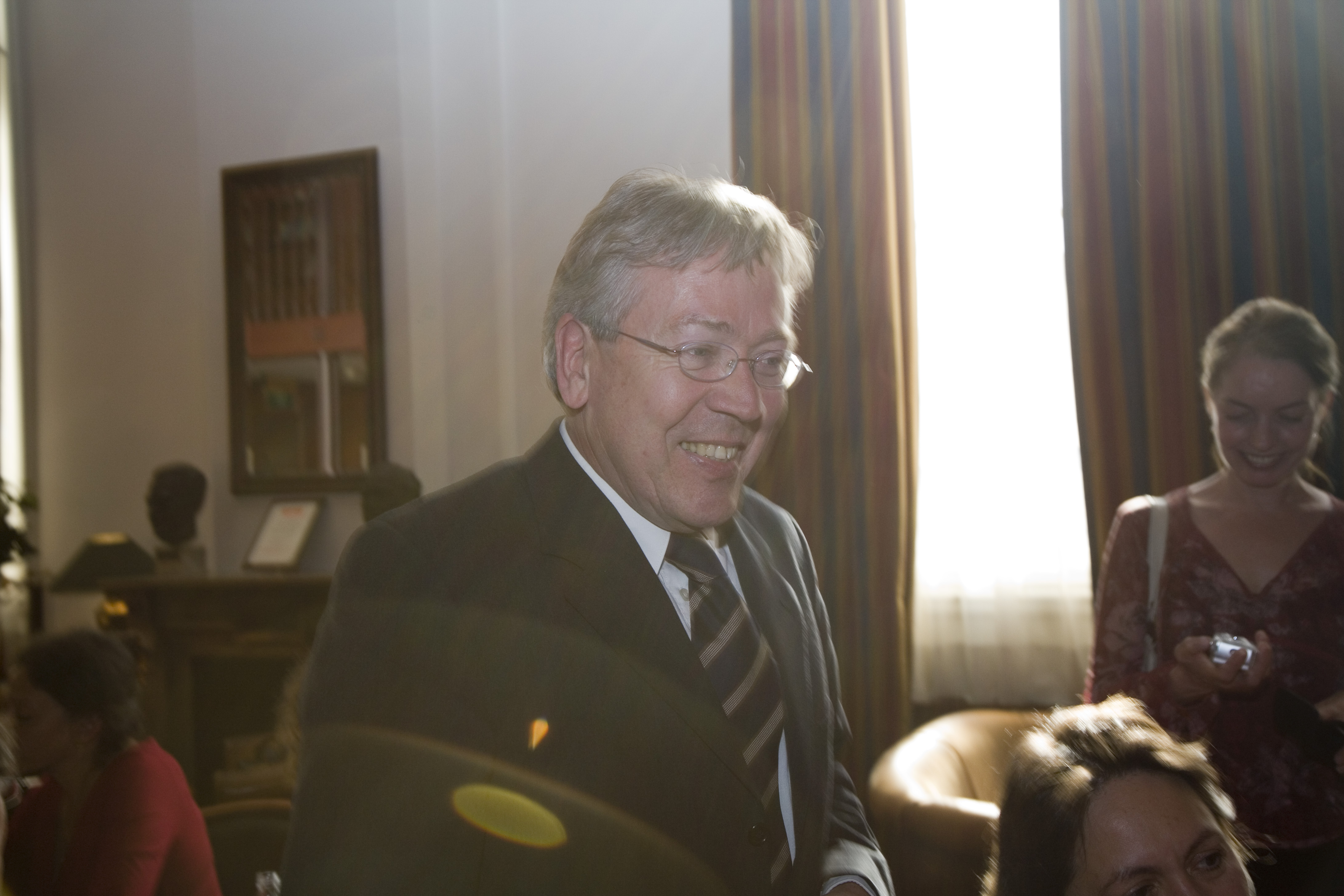
Aart Broek in 2008; foto: Bert Nienhuis

Aart Gideon Broek (Maasland, 6 september 1954) is een Nederlands socioloog en letterkundige, gespecialiseerd in het Caraïbisch gebied, en dan met name de Nederlandse Antillen.
Aart Broek studeerde sociologie, communicatiewetenschap en algemene literatuurwetenschap. Hij studeerde in het laatste vak in 1981 af aan de Vrije Universiteit Amsterdam op een doctoraalscriptie getiteld Problemen naar aanleiding van de bestudering van Caraïbische literatuur.  Hij promoveerde in 1990 aan dezelfde universiteit op het proefschrift The rise of a Caribbean island's literature: the case of Curaçao and its writing in Papiamentu. Hij werkte van 1981 tot 2001 op Curaçao als leraar Engels, onderzoeker, adviseur en interim-manager. Sindsdien is hij in Nederland als zodanig werkzaam. Broek verdedigt de opheffing van de drie landen in het Koninkrijk (Nederland, Antillen en Aruba) en de samenvoeging van de landen tot één land. Op deze wijze zullen de bestaande ‘koloniale’ verhoudingen kunnen worden opgeheven en plaatsmaken voor een ‘ongedeeld Nederlanderschap’.
Staatkundige en sociologische artikelen van Aart Broek verschenen in onder meer Civis mundi, Christen-Democratische Verkenningen en Bestuurswetenschappen. Hij publiceerde vele essays en artikelen over Caribische literatuur, onder andere in Kristòf, Maatstaf, Plataforma, Anales del Caribe del Centro de Estudios del Caribe, Preludium, De Gids, Wadabagei, Bzzlletin, Parmentier, Oso, het Journal of Caribbean Literatures en ook vele bijdragen op de site Caraïbisch Uitzicht. Zijn essays werden gebundeld in Het zilt van de passaten (1988). Voor de Amigoe di Curaçao en de Caribische editie van het Algemeen Dagblad was hij jarenlang boekbespreker en columnist. Hij was redacteur en auteur van de driedelige bloemlezing/geschiedschrijving van de Papiamentse literatuur Pa saka kara; antologia di literatura papiamentu (1998), die in twee delen uitkwam in Nederlandse vertaling als De kleur van mijn eiland; Ideologie en schrijven in het Papiamentu (2006). Sommige van zijn boekuitgaven verschenen bij zijn eigen uitgeverij/adviesbureau Carilexis, andere bij In de Knipscheer.
Broek is lid van de Maatschappij der Nederlandse Letterkunde.

## Publicaties in boekvorm
- Something rich like chocolate (1985)
- Frank Martinus Arion: Dubbelspel (1986)
- Caraïbische letteren van verzet (1986)
- Het zilt van de passaten: Caribische literatuur in de 20ste eeuw: essays (1988; herziene editie 2000)
- Bibliography of women writers from the Caribbean (1831-1986) (1989; bibliografie, met Brenda F. Berrian)
- Caraïbische literatuur: strijders en verliezers (1989)
- The rise of a Caribbean island's literature: the case of Curaçao and its writing in Papiamentu (1990; proefschrift)
- Onderwijs in de steigers: bij wijze van inleiding (1991; redactie met Christa M. Roose-Weijer)
- Mondeling overgeleverde teksten in het Papiamentu: omtrent de herwaardering van een eeuwenoude traditie (1993)
- Onenigheid is een genoegen: omtrent identiteit beneden de wind (1994)
- What yuh haffi say bout dat?: Engelstalige Caribische literatuur (1995)
- Swirling columns of imagination (1997, redactie)
- Une branche emportée par le vent: Franstalige literatuur uit de Cariben (1997)
- Aangaande Boeli (1997; redactie)
- Chris J. H. Engels: proeve van een dossier (1997)
- Awe t'awe: un haiku i un gota pa dia. Elis Juliana; Lucille Berry-Haseth (1998; scheurkalender, vertaling)
- Pa saka kara; antologia di literatura papiamentu (1998; bloemlezing en literatuurgeschiedenis, samen met Lucille Berry-Haseth en Sidney M. Joubert)
- New Christmas stories from the Dutch Caribbean & Nieuwe Kerstverhalen van de Antillen (1999; red met Jacques Visser)
- Antillen/Aruba: uit de gunst (2005)
- De kleur van mijn eiland: Aruba, Bonaire, Curaçao: ideologie en schrijven in het Papiamentu sinds 1863 (2006)
- De terreur van schaamte: brandstof voor agressie (2007)
- Met liefde behandelen; hommage aan Boeli van Leeuwen (2008; redactie)
- De hemel is van korte duur (Verzameld Werk van Tip Marugg; 2009; bezorgd door Aart Broek en Wim Rutgers)
- Dwarsliggers (2013)
- Boeli van Leeuwen, Tempels in woestijnen, gevolgd door ‘Onkel Patrice’. Haarlem: In de Knipscheer, 2014. Tekstbezorging Aart G. Broek en Klaas de Groot.
- Schaamrood (2017)